# Meloe angulatus
Meloe angulatus  es una especie de coleóptero de la familia Meloidae.

## Distribución geográfica
Habita en los territorios que antes se llamaban Namalandia, Namibia (África).